# Bác Ái Đông
Bác Ái Đông là một xã thuộc tỉnh Khánh Hòa, Việt Nam.

## Lịch sử
Ngày 16 tháng 6 năm 2025, Ủy ban Thường vụ Quốc hội ban hành Nghị quyết số 1667/NQ-UBTVQH15 về việc sắp xếp các đơn vị hành chính cấp xã của tỉnh Khánh Hòa năm 2025 (có hiệu lực từ ngày 16 tháng 6 năm 2025). Trong đó, hợp nhất các xã Phước Đại và xã Phước Thành thành xã Bác Ái Đông.

## Địa lý
Xã Bác Ái Đông có ranh giới với các xã, phường:
- Phía Bắc giáp với phường Ba Ngòi, xã Đông Khánh Sơn và Khánh Sơn.
- Phía Nam giáp với xã Mỹ Sơn.
- Phía Đông giáp với xã Nam Cam Ranh và Công Hải.
- Phía Tây và phía Nam giáp với xã Bác Ái.

Xã có diện tích là 235,23 km², dân số năm 2025 là 9.335 người, mật độ dân số đạt 40 người/km².